# Kiambu County

Flagge des Kiambu County

Kiambu County ist ein County in Kenia. Im Kiambu County lebten 2019 2.417.735 Menschen auf 2449,2 km². Die Hauptstadt ist Kiambu.

## Geografie
Kiambu grenzt an 5 weitere Counties; Nakuru und Kajiado im Westen, Murang’a und Nyandarua im Norden und Nairobi im Süden. Das County ist ein Teil der Metropolregion Nairobi und erlebt aufgrund seiner günstigen Lage ein rasches Bevölkerungswachstum.

## Gliederung
Kiambu County besteht den fünf Divisionen Githunguri, Kiambaa, Kikuyu, Lari und Limuru.

## Klima
In Kiambu herrscht ein mildes Klima mit Temperaturen zwischen 12 °C und 18,7 °C. Die Niederschlagsmenge beträgt 1000 mm pro Jahr. Das gemäßigte Klima fördert die Landwirtschaft. Juni und Juli gelten als die kältesten Monate, während Januar bis März und September bis Oktober die wärmsten Monate sind.

## Bevölkerung
Die Mehrheit der im Kiambu County lebenden Menschen sind Kikuyus. Andere in dem County lebende Gemeinden sind Luo, Luhya, Massai, Kamba, Meru, Kalenjin und andere. Es gibt Minderheiten von Europäern und Indern, die eine wichtige wirtschaftliche Rolle spielen. Die Mehrheitsreligion ist das Christentum. Eine kleine Minderheit gehört anderen Glaubensrichtungen an, darunter dem Islam und dem Hinduismus.
2014 betrug die Fertilitätsrate 2,7 Kinder pro Frau. Die Alphabetisierungsrate betrug 95,8 % bei Frauen und 98,2 % bei Männern zwischen 15 und 49 Jahren.

## Wirtschaft
Aufgrund der Nähe zu Nairobi und der zentralen Lage gehört Kiambu zu den wohlhabendsten Counties des Landes. In Kiambu County sind zahlreiche Industrien vertreten, die sich auf landwirtschaftliche Produkte, natürliche Ressourcen und Dienstleistungen spezialisiert haben. Obwohl die Mehrheit der Einwohner Kleinbauern sind, die Tee und Kaffee anbauen, gibt es mehrere große Kaffee- und Teefarmen. Im Aufschwung befindet sich der Immobilienmarkt mit mehreren großen Projekten in der Entwicklung, seitdem das Gebiet durch den Ausbau der Autobahn Thika besser erschlossen wurde.
2017 lag das BIP pro Kopf bei 221.467 Kenia-Schilling (ca. 4422 Internationale Dollar) und belegte damit Platz 7 unter den 47 Counties des Landes.